# John Edsall
John Tileston Edsall (Filadelfia, 3 de noviembre de 1902-Cambridge, 12 de junio de 2002) fue un bioquímico estadounidense especializado en proteínas que contribuyó significativamente a la comprensión de la interacción hidrofóbica.

## Biografía
Nacido en Filadelfia, se mudó a Boston con su familia a la edad de 10 años. Se graduó en química en la Universidad de Harvard. En Harvard fue un buen amigo del físico Robert Oppenheimer. Escribió un relato de su vida y carrera en una reseña.
Trabajó con Edwin Cohn durante la Segunda Guerra Mundial para aplicar métodos de proteínas al fraccionamiento de la sangre. Posteriormente, en 1943, publicaron un libro Proteínas, aminoácidos y péptidos. Esto tuvo una profunda influencia en la próxima generación de científicos de proteínas. Mucho después, escribió un relato de su interacción con Cohn.
Publicó numerosos artículos sobre química de proteínas, incluido el trabajo sobre miosina, fibrinógeno, dispersión de luz, medición de grupos tirosina mediante espectroscopia ultravioleta, y anhidrasa carbónica.
En 1944, fue coeditor fundador de la revista Advances in Protein Chemistry. Fue invitado por el editor Kurt Jacoby y el editor fundador Tim Anson. Siguió siendo editor de la serie hasta el volumen 47 (1995).

De 1958 a 1967 fue editor jefe del Journal of Biological Chemistry, años que Irving Klotz describió en los siguientes términos:
Estos años cubren el período de transición de una revista clásica y aburrida a una emocionante y moderna, lo que refleja el auge de los enfoques de biología molecular.
Cuando Konrad Bloch dejó la dirección editorial le rindió homenaje en el Journal.
Fue profesor en la Universidad de Harvard donde inspiró al estudiante de medicina Alexander Rich a seguir una carrera académica.
Participó activamente en la preservación de la historia de la ciencia de las proteínas.Fue miembro electo de la Academia Estadounidense de Artes y Ciencias, de la Academia Nacional de Ciencias de los Estados Unidos, y de la Sociedad Filosófica Estadounidense.

### Vida personal
John T. Edsall se casó con Margaret Dunham de Scarsdale, Nueva York, el 1 de mayo de 1929. Tuvieron tres hijos: James Lawrence Dunham Edsall (conocido siempre como Lawrence); David T. Edsall,  y Nicholas C. Edsall.